# ヴィクター・ヴァルコニ
ヴィクター・ヴァルコニ（Victor Varconi、1891年3月31日 - 1976年6月6日）は、アメリカ合衆国の俳優。

## 出演作品
- 原潜vs.UFO／海底大作戦（1959年）
- サムソンとデリラ（1949年）
- 征服されざる人々（1947年）
- 誰が為に鐘は鳴る（1943年）
- 絶海の嵐（1942年）
- スエズ（1938年）
- モロッコの動乱（1937年）
- 平原児（1936年）
- 黒い駱駝（1931年）
- 情炎の美姫（1929年）
- 山の王者（1929年）
- 市俄古（1928年）
- キング・オブ・キングス（1929年）
- ポンペイ最後の日（1926年）
- 霊魂の叫び（1924年）
- 新椿姫（1920年）